# Lukeniana obliqualinea
Lukeniana obliqualinea is een vlinder uit de familie Metarbelidae. De wetenschappelijke naam van deze soort is voor het eerst voorgesteld als Metarbela obliqualinea door George Thomas Bethune-Baker in een publicatie uit 1909.
De soort komt voor in Oeganda en Kenia.